# Jonny O'Connor
Pour les articles homonymes, voir O'Connor.
Pas d'image ? Cliquez ici

a Compétitions nationales et continentales officielles uniquement.

b Matchs officiels uniquement.
Dernière mise à jour le 29 octobre 2021.
John O'Connor, surnommé Jonny, est né le 9 février 1980 à Galway (Irlande). C’est un joueur de rugby à XV, qui joue avec l'équipe d'Irlande depuis 2004 et 2006, évoluant au poste de troisième ligne aile.

## Carrière

### En club
- Connacht Rugby 2000-2003
- London Wasps 2003-2007 (championnat d'Angleterre)
- Connacht Rugby 2007-2013 (Pro12)

Il a joué avec les London Wasps en Coupe d'Europe (17 matchs entre 2003 et 2007) et dans le championnat d'Angleterre.

### En équipe nationale
Il a eu sa première cape internationale le 13 novembre 2004, contre l'équipe d'Afrique du Sud.

## Palmarès
- En équipe nationale
- 12 sélections
- Sélections par année : 2 en 2004, 8 en 2005, 2 en 2006
- Tournois des Six Nations disputés : 2005, 2006

- En club
- Champion d'Angleterre en 2005
- Coupe d'Europe 2006-2007